# Liste der Bodendenkmale im Saalekreis

Karte des Saalekreis

In der Liste der Bodendenkmale im Saalekreis sind die Bodendenkmale im Saalekreis aufgeführt. Grundlage der Einzellisten sind die in den jeweiligen Listen angegebenen Quellen.
Diese Liste ist eine Teilliste der Liste der Bodendenkmale in Sachsen-Anhalt.
Die Kulturdenkmale sind in der Liste der Kulturdenkmale im Saalekreis erfasst.

## Aufteilung
Wegen der großen Anzahl von Bodendenkmalen im Saalekreis ist diese Liste in Teillisten nach den Städten und Gemeinden aufgeteilt.
| Gemeinde/ Stadt     | Bodendenkmalliste                                  | Wappen | Lage | Bild eines Bodendenkmals      |
| ------------------- | -------------------------------------------------- | ------ | ---- | ----------------------------- |
| Bad Dürrenberg      | Liste der Bodendenkmale in Bad Dürrenberg          |        |      |                               |
| Bad Lauchstädt      | Liste der Bodendenkmale in Bad Lauchstädt          |        |      |                               |
| Barnstädt           | Liste der Bodendenkmale in Barnstädt               |        |      |                               |
| Braunsbedra         | Liste der Bodendenkmale in Braunsbedra             |        |      |                               |
| Farnstädt           | Liste der Bodendenkmale in Farnstädt               |        |      |                               |
| Kabelsketal         | Liste der Bodendenkmale in Kabelsketal             |        |      |                               |
| Landsberg           | Liste der Bodendenkmale in Landsberg (Saalekreis)  |        |      |                               |
| Leuna               | Liste der Bodendenkmale in Leuna                   |        |      |                               |
| Merseburg           | Liste der Bodendenkmale in Merseburg               |        |      |                               |
| Mücheln (Geiseltal) | Liste der Bodendenkmale in Mücheln (Geiseltal)     |        |      |                               |
| Nemsdorf-Göhrendorf | Liste der Bodendenkmale in Nemsdorf-Göhrendorf     |        |      |                               |
| Obhausen            | Liste der Bodendenkmale in Obhausen                |        |      | Meilenstein bei Altweidenbach |
| Petersberg          | Liste der Bodendenkmale in Petersberg (Saalekreis) |        |      |                               |
| Querfurt            | Liste der Bodendenkmale in Querfurt                |        |      |                               |
| Salzatal            | Liste der Bodendenkmale in Salzatal                |        |      |                               |
| Schkopau            | Liste der Bodendenkmale in Schkopau                |        |      |                               |
| Schraplau           | Liste der Bodendenkmale in Schraplau               |        |      |                               |
| Steigra             | Liste der Bodendenkmale in Steigra                 |        |      |                               |
| Teutschenthal       | Liste der Bodendenkmale in Teutschenthal           |        |      |                               |
| Wettin-Löbejün      | Liste der Bodendenkmale in Wettin-Löbejün          |        |      | Näpfchenstein in Neutz        |